# Ulugurella longimana
Ulugurella longimana Jocqué & Scharff, 1986 è un ragno appartenente alla famiglia Linyphiidae.
È l'unica specie nota del genere Ulugurella.

## Distribuzione
La specie è stata rinvenuta in Tanzania.

## Tassonomia
Dal 1986 non sono stati esaminati altri esemplari, né sono state descritte sottospecie al 2012.